# Sherida Spitse
Sherida Spitse (født 29. maj 1990) er en hollandsk fodboldspiller, der spiller som midtbanespiller for Vålerenga Fotball Damer i Toppserien og for  Holland. Fra 2014 til 2017 spillede hun for det norske hold LSK Kvinner FK i Toppserien, hvor hun og holdet vandt både det norske mesterskab og Norske kvinders cup i 2014, 2015 og 2016. Hun vandt  BeNe League med FC Twente i 2012-13 og 2013-14. Hun har spillet over 130 landskampe for Holland og har scoret over 20 mål.

## Hæder

### Klub
FC Twente
- BeNe League (2): 2012–13, 2013–14

LSK Kvinner
- Toppserien (3): 2014, 2015, 2016
- Norske kvinders Cup (3): 2014, 2015, 2016

### Landshold
- EM i fodbold for kvinder 2017: Vinder